# Abel Ballif
Charles Abel Ballif, né 14 décembre 1845 à Tours en Indre-et-Loire et mort en 3 décembre 1934 à Théoule-sur-Mer dans les Alpes-Maritimes, est un fonctionnaire français et artisan du développement du tourisme en France. Il est le premier président du Touring club de France dont il fit une entreprise privée de premier plan, faisant figure de ministre officieux du Tourisme.
Son travail permit le renouvellement de l'hôtellerie, l'adaptation du réseau routier aux besoins touristiques, la promotion et la protection des sites et des monuments français, la protection des forêts et l'organisation du tourisme.

## Biographie

### Enfance
Né à Tours le 14 décembre 1845, ou à Saint-Denis-Hors, Abel Ballif effectue sa scolarité au lycée impérial de la préfecture d'Indre-et-Loire. Son père est un architecte et sa mère est une peintre. Il obtient ses diplômes de baccalauréat en lettre, en science puis devient licencié en droit.

### Vie avant le TCF
Secrétaire du député puis sénateur Georges Houssard, avant d'entrer au secrétariat d'Adolphe Alphand de 1865 à 1886 à la préfecture de la Seine. Il devient le bras droit du père des espaces verts de Paris qu'il assiste jusqu'à la fin de sa carrière qu'il achève avec le grade de sous-chef de bureau. Il prend sa retraite de la fonction publique après 22 ans de service. Il dirige pendant une courte période une maison de commerce.

## Le Touring club de France

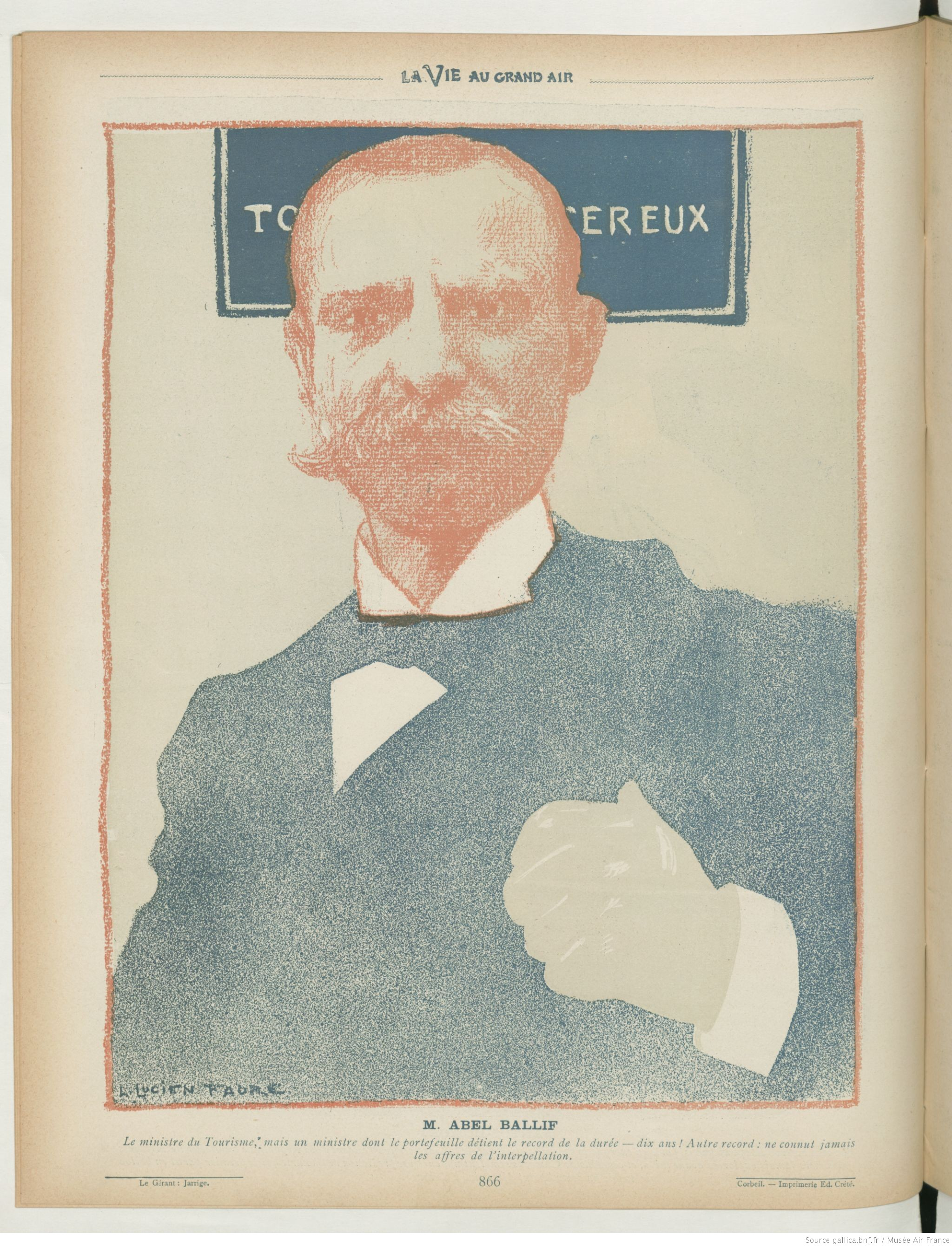
Portrait dessiné par Louis Lucien Faure-Dujarric (1902).

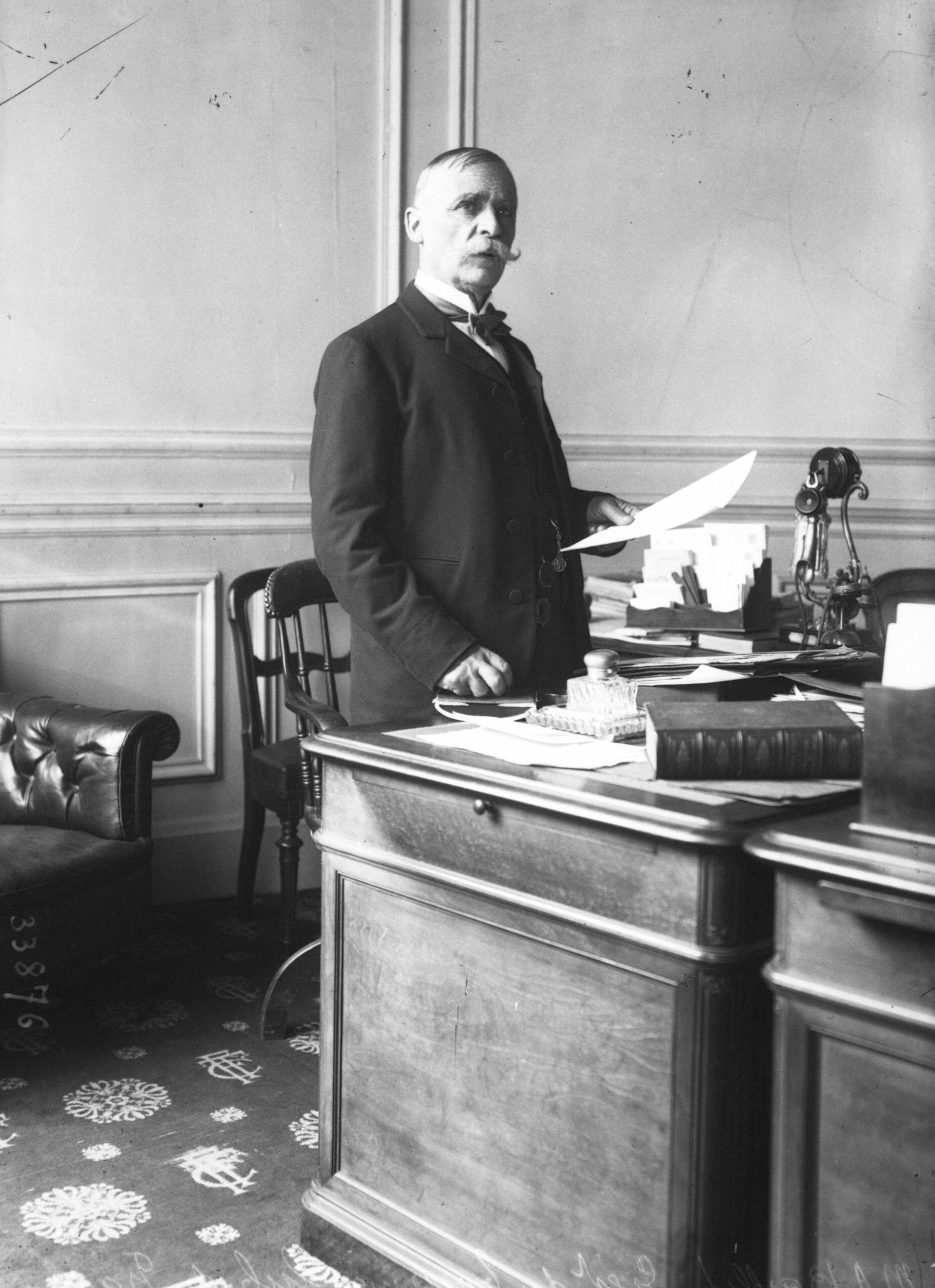
À son bureau en 1913

Il entre au Touring club de France (TCF) en 1891 en tant que neuvième adhérent, par le biais de son fils, Jacques Ballif. Cycliste, ce dernier est le chancelier de l'association et demande à son père de le remplacer lors de son départ pour l'Angleterre. Il est nommé chancelier provisoire 25 septembre 1891, secrétaire-général le 13 octobre 1892 en remplacement de Marcel Viollette puis, dès 1892, puis président le 20 septembre 1894 d'une association qu'il dote de nouveaux statuts.
Abel Ballif transforme rapidement le petit club cycliste en une organisation touristique nationale de premier plan, à laquelle le président de la république Félix Faure accorde son patronage en 1895. Sous son impulsion et celle du TCF sont lancés des campagnes de rénovation des hôtels à travers la France, l'amélioration des chambres, de l'accueil et des conditions d'hygiène, des équipements facilitant le tourisme : bancs (1 500 en 1919), tables d'orientation (60 tables sont installées en 1919, panneaux routiers (32 000 placés en 1919) et de randonnées.
L'une des actions principales d'Abel Bellif est l'ouverture de routes touristiques. La plus importante réalisation est la Corniche d'Or sur la Côte d'Azur. Il lance également la Route des Alpes. Il est le créateur de la première école d'hôtellerie française et lance un type de chambre conforme aux besoins de l'époque, la "chambre TCF". Il est l'un des initiateurs du tourisme en montagne, en créant un Comité du tourisme hivernal, rebaptisé peu après Comité du tourisme en montagne,, des caravanes des sports d'hiver, la Semaine du sport d'hiver du TCF. Il organise également un Comité du tourisme nautique, un Comité de campings et un Comité de tourisme aérien.
Il fonde également un Comité des sites et Monuments pittoresques, qui est par la suite reprit par l'État qui crée dans chaque département un Comité des sites et monuments historiques. Abel Ballif est le créateur d'un concours des gares fleuries. Il permet l'adoption par le parlement français d'une loi sur la protection des sites.
En 1919, alors qu'il devient commandeur de la Légion d'honneur, le TCF regroupe environ 150 000 membres. L'Auto écrit : « [Le TCF] est, de toutes les œuvres privées entreprises par les Français, celle qui est la plus gouvernementale ; il fait, que le gouvernement le veuille ou non, figure de ministère ». Il renonce cette année-là, il a 74 ans, à ses fonctions de président et devient président d'honneur,.
Sous sa présidence, les effectifs du TCF passent de 7 en 1890 à 9 000 en 1894, 25 000 en 1896, 100 000 en 1906 et 200 000 en 1926. Ils seront 360 000 en 1939. Son influence est telle qu'il est surnommé "le ministre du Tourisme",.
En 1907, l'association est reconnue d'utilité publique par le gouvernement.
Il lance une Revue mensuelle du TCF dans laquelle il rédige d'innombrables articles.
Il créa les secours aux cantonniers comme aux guides de montagne et à leurs veuves le cas échéant,.
Abel Ballif est un interlocuteur des administrations, mais il n'hésite pas à intervenir comme pouvoir de pression, pour protester contre les taxes sur les vélos par exemple.

### L'organisation du tourisme en France
Abel Ballif suscite l'organisation du tourisme tout d'abord dans le secteur privé. Il pousse à la création des syndicats d'initiative à travers la France puis à leur union en trente fédération et en fédération nationale. Il préside le premier congrés des syndicats d'initiative.
Il préside la réunion des hôteliers donnant naissance au Syndicat général des hôteliers,.
Il prône également l'organisation au niveau de l'État du tourisme et permet la création de l'Office national du tourisme.
Il permet le travail en commun des organismes dédiés au tourisme en France, publics et privés, au sein de la Confédération nationale du tourisme, du thermalisme et du climatisme.
Il évoque en 1912 le concept de la "chambre de l'hôte", une chambre installée par des paysans à la campagne pour permettre aux Parisiens de découvrir la vie paysanne.

### Autres engagements

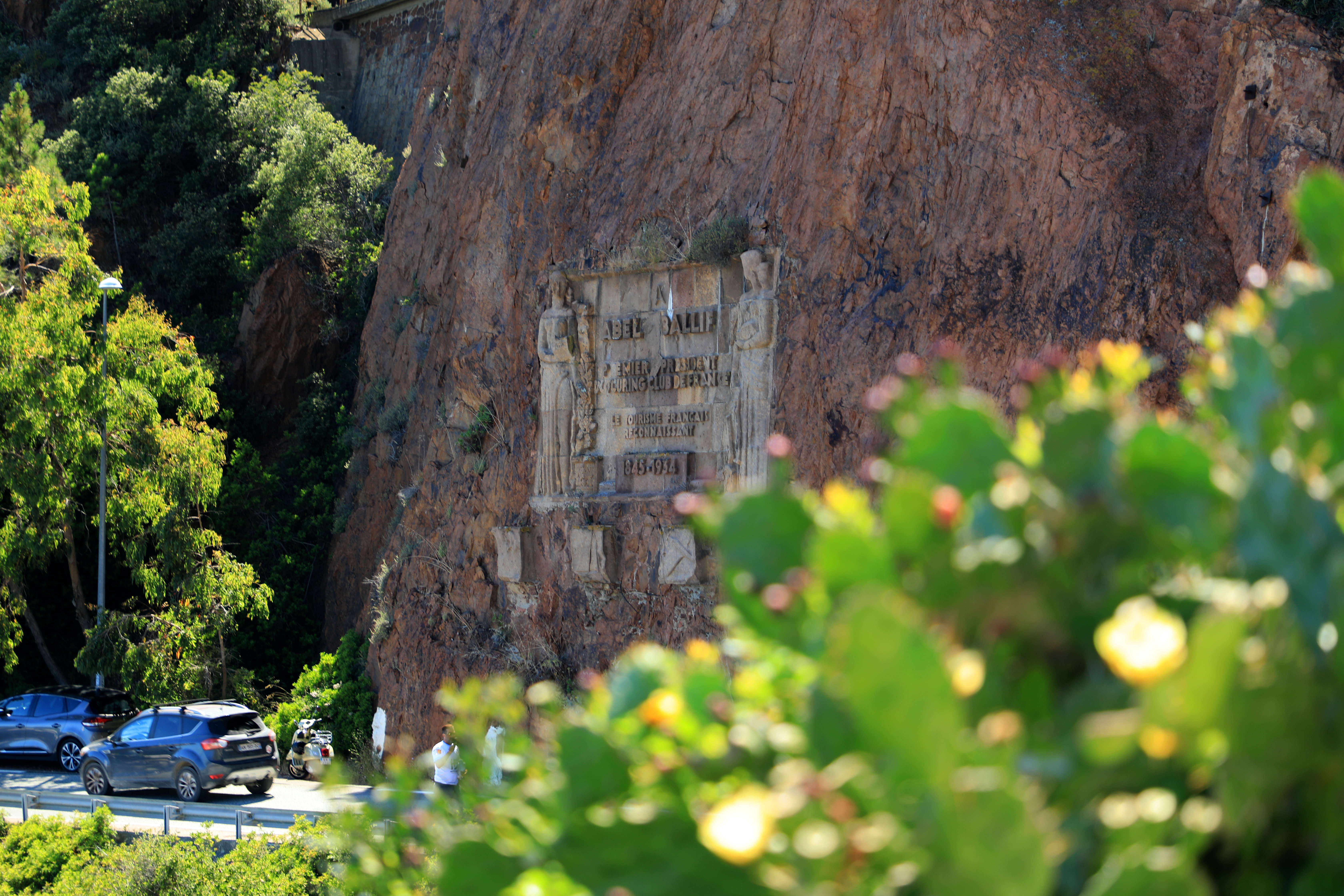
Plaque commémorative apposée sur la corniche d’Or.

Le succès et l'importance pris par le TCF conduisent Abel Ballif à être sollicité par de nombreuses associations. Il participa à divers titres à plusieurs d'entre elles. Il fut membre du conseil d'administration de l'Automobile club de France. Il préside à diverses manifestations, y compris des rassemblements sportifs, et figure parmi les comités d'organisation de nombreuses autres : la course Paris-Berlin, du prix du tourisme de la course de côte de Château-Thierry, de nautisme, des meetings aériens, etc. Il préside le comité de patronage de l'exposition des sports organisée à Paris en 1907.
Il suscite l'agrégation des syndicats d'initiatives de France en fédérations provinciales et il est invité à présider le premier congrés des syndicats d'initiatives de France, organisé par la section de Provence en 1903 à Marseille. Il fut appelé le "père des syndicats d'initiative".
Il est membre du comité de direction de la Société d'encouragement pour le développement de l'industrie automobile en France puis de l'Automobile club de France (dont il est l'un des membres fondateurs en 1895), de l'Aéro-club de France puis membre d'honneur, président d'honneur du Fishing club de France, du patronage des Éclaireurs de France, membre d'honneur du syndicat d'initiative d'Arcachon, vice-président de la Ligue contre la poussière des routes, créée pour la diffusion du goudron.
Abel Ballif est également membre de l'Académie des Sports et du comité international olympique.
Durant la guerre, le TCF lance l'Œuvre du soldat au Front et organise la Journée du 75 sous le patronage des plus hautes autorités de l'État,,.
Il est nommé président pour le tourisme de la section française de l'exposition universelle de Gand en 1913.
Il est vice-président de la commission exécutive de l'Exposition de l'automobile et du cycle en 1901 et dans les années suivantes.
Il est membre du conseil exécutif de la commission créée après les inondations de 1907.
Il est membre de plusieurs commissions dans les ministères de l'Instruction publique, du Commerce et à la préfecture de police, pour l'étude de l'extension de Paris.
Abel Ballif fut archiviste et bibliothécaire de la Société photographique de Touraine. Il tint de 1899 à 1905 un journal des activités de l'association.

### La Corniche d'Or et les routes touristiques

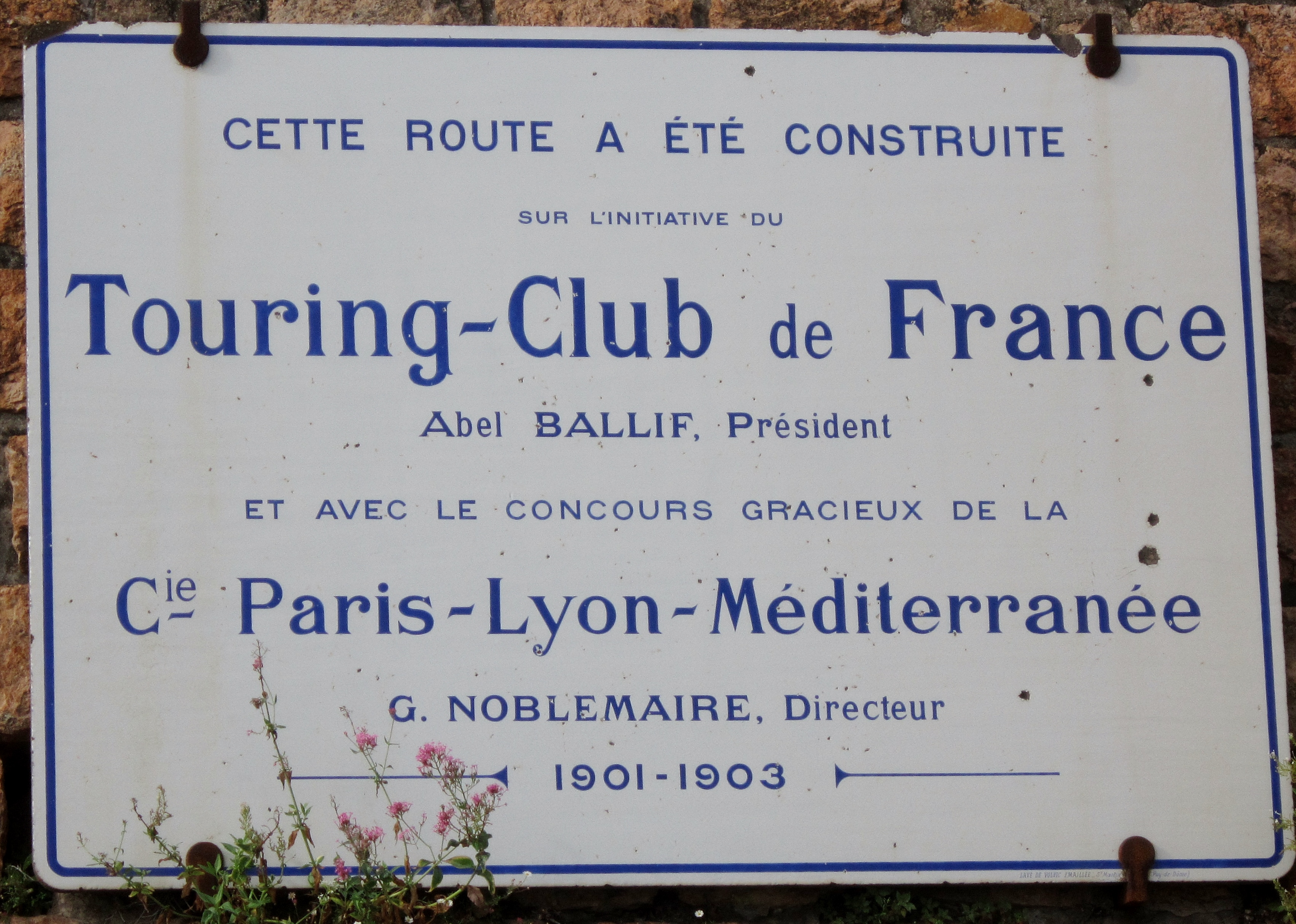
Plaque commémorative de la construction de la route de la Corniche d'Or

Il lance le projet de la Corniche d'Or, une route de bord de mer pour relier Saint-Raphaël à Théoule-sur-Mer où il s'installe. La route est à l'origine organisée pour les cyclistes. Elle sera agrandie à plusieurs reprises pour devenir une route touristique. Une manifestation est organisée en 1928 à l'occasion du 25e anniversaire de l'ouverture de la route,.
Avec le TCF, il permet la mise en place de routes touristiques, dont il est l'inventeur, à travers la France : la côte d'Argent, etc.
Il défend au début du XXe siècle l'idée de la réfection générale de routes faites pour durer, proposant plutôt les pavés, plus durable et plus économique, que le macadam,.

### Décès
Il meurt à son domicile de la villa Saint-Camille à Théoule-sur-Mer, le long de la Corniche d'Or qu'il a fortement contribué à créer,,.

## Décorations et distinctions
- 1891 : chevalier de la Légion d'honneur[2],[56]
- 1901 : chevalier de l'Ordre de Léopold[41]
- 1902 : chevalier du Mérite agricole[57]
- 1904 : officier de la Légion d'honneur[2],[58]
- 1919 : commandeur de la Légion d'honneur (remise de la cravate à la Sorbonne lors du jubilé du TCF)[2]
- 1919 : médaille d'or de l'Automobile Club[59]
- 1919 : médaille d'or du Club alpin[59]
- 1919 : médaille vermeille avec diplôme d'honneur de la Ligue maritime française[59]
- Médaille d'or de l'Éducation physique[60]

## Œuvres

### Piano
- Fanny, Valse pour le piano, Paris, 1864 (lire en ligne)

### Préfacier
- Onésime Reclus (préf. Abel Ballif), Manuel de l'eau : suite et complément du Manuel de l'arbre, pour servir à l'enseignement sylvo-pastoral dans les écoles, Paris, Touring Club de France, 102 p. (lire en ligne)
- Émile Cardot (préf. Abel Ballif, 8e édition revue par Paul Mougin, illustrée de 8 héliogravures et de 24 compositions et 8 lettrines dessinées et gravées sur bois par Paul Baudier), Manuel de l'arbre pour l'enseignement sylvo-pastoral dans les écoles. L'Arbre, la forêt et les pâturages de montagnes, Paris, Touring Club de France, 1933, 114 p. (lire en ligne)
- Maurice Rondet-Saint (préf. Abel Ballif, carte), Dans notre Empire noir, Paris, Plon, 1912, VII-239 p., In-16 (lire en ligne)
- Les sports modernes illustrés : encyclopédie sportive illustrée (préf. Abel Ballif, 813 gravures), Paris, Larousse, 1905-1906, 340 p., in-4 (lire en ligne)
- E. Meignen et G. Leroux (préf. Abel Ballif), Le Mémento de l'automobile, Paris, Flammarion, 1926[61]

### Articles
Abel Ballif est l'auteur de très nombreux articles, parus principalement dans la revue du TCF. La liste ci-dessous présente ceux ayant été publiés par d'autres journaux ou ayant connu un écho particulier.
- Abel Ballif, « La carte électrique de la France », La Locomotion, no 1,‎ 1901
- Abel Ballif, « Les sports d'hiver », Enquête sur le mouvement des sports en France pendant les dix premières années du siècle,‎ 1912
- Abel Ballif, « Le Rhône, voie de tourisme », L'Écho de Paris,‎ 12 février 1912

- Abel Ballif, « La croisade pour l'arbre », Le Matin,‎ 4 août 1907 (lire en ligne)
- Abel Ballif, « La forêt de salut public », Le Figaro,‎ 27 octobre 1907 (lire en ligne)
- Abel Ballif, « Le Couronnement de l'OEuvre », Le Figaro,‎ 6 février 1902 ("abel%20ballif".zoom lire en ligne)
- Abel Ballif, « Une Œuvre, un Prix, une Fête ! », Le Figaro,‎ 4 juillet 1906 ("abel%20ballif"?rk=579402;0 lire en ligne)
- Abel Ballif, « Les touristes scolaires au Mont Saint-Michel », L'Écho de Paris,‎ 10 juin 1910
- Abel Ballif, « Nos routes : il faut les refaire ; comment s'y prendre », Le Matin,‎ 6 décembre 1907 (lire en ligne)

### Dédicace
Dr Élisée Bouny, Étude expérimentale du coup de pédale, Paris, G. Steinheil, 1899, 74 p., in-8

## Prises de positions
Il est favorable au port d'arme au nom de la liberté individuelle.
Après la Grande Guerre, il revendique l'appartenance à la France de la rive gauche du Rhin de la Belgique à la Suisse.
Il s'oppose à l'éviction d'Émile Zola du TCF pendant l'Affaire Dreyfuss.

## Hommages et postérité

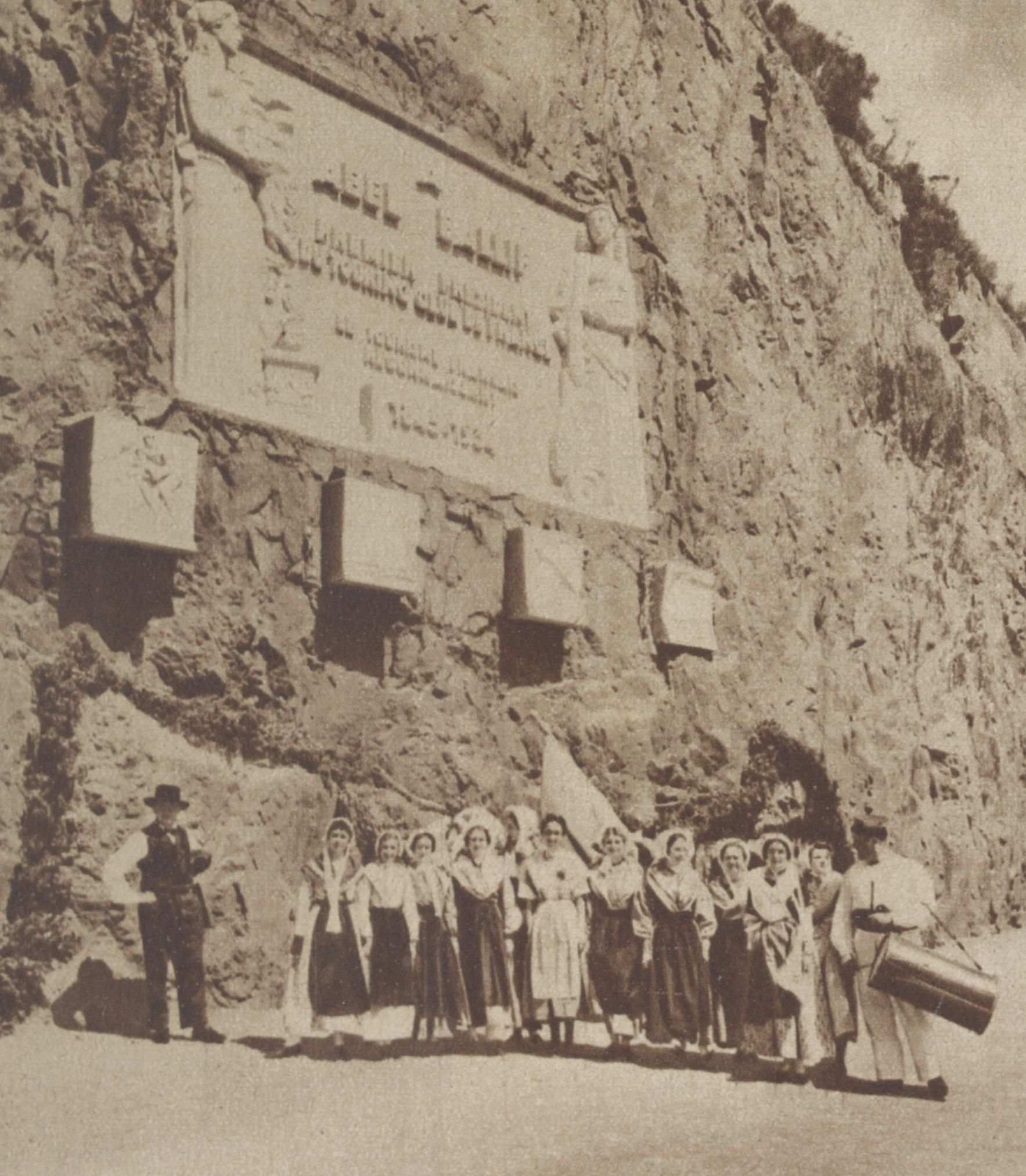
Inauguration du monument en hommage à Abel Ballif au Trayas

Abel Ballif fait la "une" de L'Aérophile d'avril-mai 1898, du magazine Lecture pour tous en avril 1919.
À son décès, un grand nombre d'articles de la presse nationale rendent hommage à Abel Ballif. Rapidement une souscription est organisée pour élever un monument à l'ancien président du TCF. Son nom est accolé à de nombreux titres : "fondateur du tourisme français",, "grand maître du tourisme français",, le "premier animateur du tourisme français", le "grand animateur du tourisme français, le "père du tourisme français".

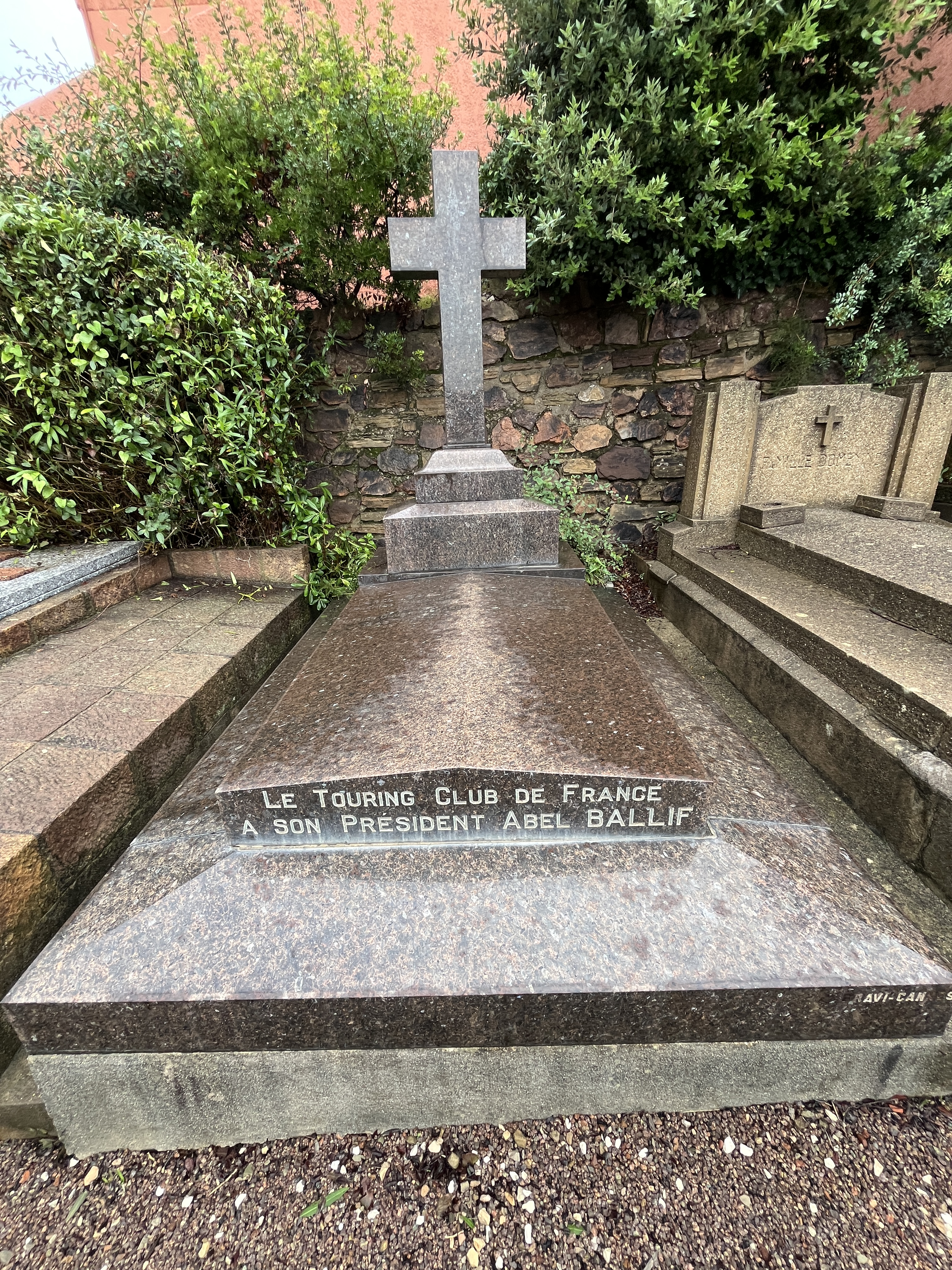
Sépulture d'Abel Ballif au cimetière ancien de Théoule-sur-mer (06)

Inhumé dans un premier temps à Mandelieu, sa dépouille et celle de son épouse son transportée en 1938 dans le cimetière de Théoule-sur-Mer.
Il est inauguré en 1939 au Trayas à Saint-Raphaël, le long de la Corniche d'Or. Le monument est l’œuvre du sculpteur Antoine Sartorio et de l'architecte Paul Tournon ,,.
Il existe une rue Abel Ballif à Saint-Raphaël et une autre à Théoule-sur-Mer depuis 1934.
La commune de Saint-Raphaël a également donné son nom à une plage.

## Vie privée
D'un premier mariage, Abel Ballif eut deux enfants, dont Jacques Ballif auquel il succéda comme chancelier du Touring Club. Jacques Balif est décédé en 1938. Sa fille épousa Ernest Waquant qui participa à l'organisation du TCF.
Abel Balif fit interner sa seconde épouse, Louise Junet, beaucoup plus jeune que lui, en 1926, avant de porter plainte contre les médecins qui l'avaient écouté. Sa femme lui pardonna. Elle est décédée quelques mois avant lui et repose dans la même tombe à Théoule-sur-Mer.